# Paul Delaney
Paul Lewis Delaney III (Decatur, Georgia, 30 de agosto de 1986) es un jugador de baloncesto estadounidense que actualmente juega en el Ironi Ashkelon de la Liga Leumit, el segundo nivel del baloncesto israelí. Con 1,88 metros de estatura, juega en la posición de base.

## Trayectoria deportiva

### Universidad
Jugó cinco temporadas con los Blazers de la Universidad de Alabama en Birmingham, aunque la 2007-08 fue baja casi toda ella por lesión en una rodilla, en las que promedió 11,1 puntos, 3,6 rebotes, 2,9 asistencias y 1,6 robos de balón por partido. En 2007 fue incluido en el mejor quinteto de la Conference USA, apareciendo en el segundo en 2009, y en ambas temporadas en el mejor quinteto defensivo de la conferencia.

### Profesional
Tras no ser elegido en el Draft de la NBA de 2009, jugó las Ligas de Verano de la NBA con los Milwaukee Bucks, promediando 2,8 puntos y 1,8 rebotes en los cinco partidos que disputó. Firmó su primer contrato como profesional con el Hapoel Holon israelí, aunque en el mes de octubre fue cortado, firmando por el Ironi Nahariya, donde jugó una temporada en la que promedió 15,2 puntos y 3,3 rebotes por encuentro.
En diciembre de 2010 fichó por el Maccabi Habik'a de la Liga Leumit, la segunda división del baloncesto hebreo, donde en su primera temporada promedió 22,3 puntos y 5,6 asistencias por partido, logrando el ascenso a la máxima categoría, donde jugaría una temporada más,promediando 16,8 puntos y 4,3 rebotes hasta que se lesionó de importancia en el mes de abril.
En agosto de 2012 fichó por el Spartak Primorje ruso, con los que disputó 17 partidos, en los que promedió 14,5 puntos y 4,5 asistencias. Al año siguiente firmó con el equipo ucraniano del Khimik-OPZ Yuzhny por una temporada con opción a una segunda. Disputó solamente la primera de ellas, en la que promedió 11,1 puntos y 5,6 asistencias por partido.
En junio de 2013 el equipo francés del  Cholet Basket anunció su fichaje. Jugó una temporada, promediando 11,2 puntos y 4,7 asistencias por encuentro. Al año siguiente regresó a Israel para fichar por el Maccabi Kiryat Gat, donde jugó una temporada en la que promedió 18,3 puntos y 4,9 asistencias por partido. En julio de 2016 firmó con el Hapoel Holon, pero solo disputó 4 partidos, dejando el equipo en el mes de diciembre.